# Gymnázium Hostinné
Krkonošské gymnázium a Střední odborná škola, pracoviště Hostinné se nachází v Hostinném v novoklasicistní budově postavené v roce 1873. Krkonošské gymnázium a Střední odborná škola vzniklo v roce 2018 sloučením dvou významných a tradičních škol Gymnázia a Střední odborné školy Hostinné a Gymnázia Vrchlabí. Zřizovatelem školy je Královéhradecký kraj. Škola má kapacitu 868 žáků.
Ve školním roce 2021/2022 je téměř 550 žáků organizováno do 27 tříd na dvou pracovištích ve Vrchlabí a v Hostinném. Základním cílem školy je připravit žáky k dalšímu studiu na vysokých školách a k okamžitému a perspektivnímu uplatnění na trhu práce. 
Škola na pracovišti v Hostinném nabízí tři obory. 
Obor Všeobecné osmileté gymnázium, Sociální činnost a obor Ošetřovatel.

## Historie

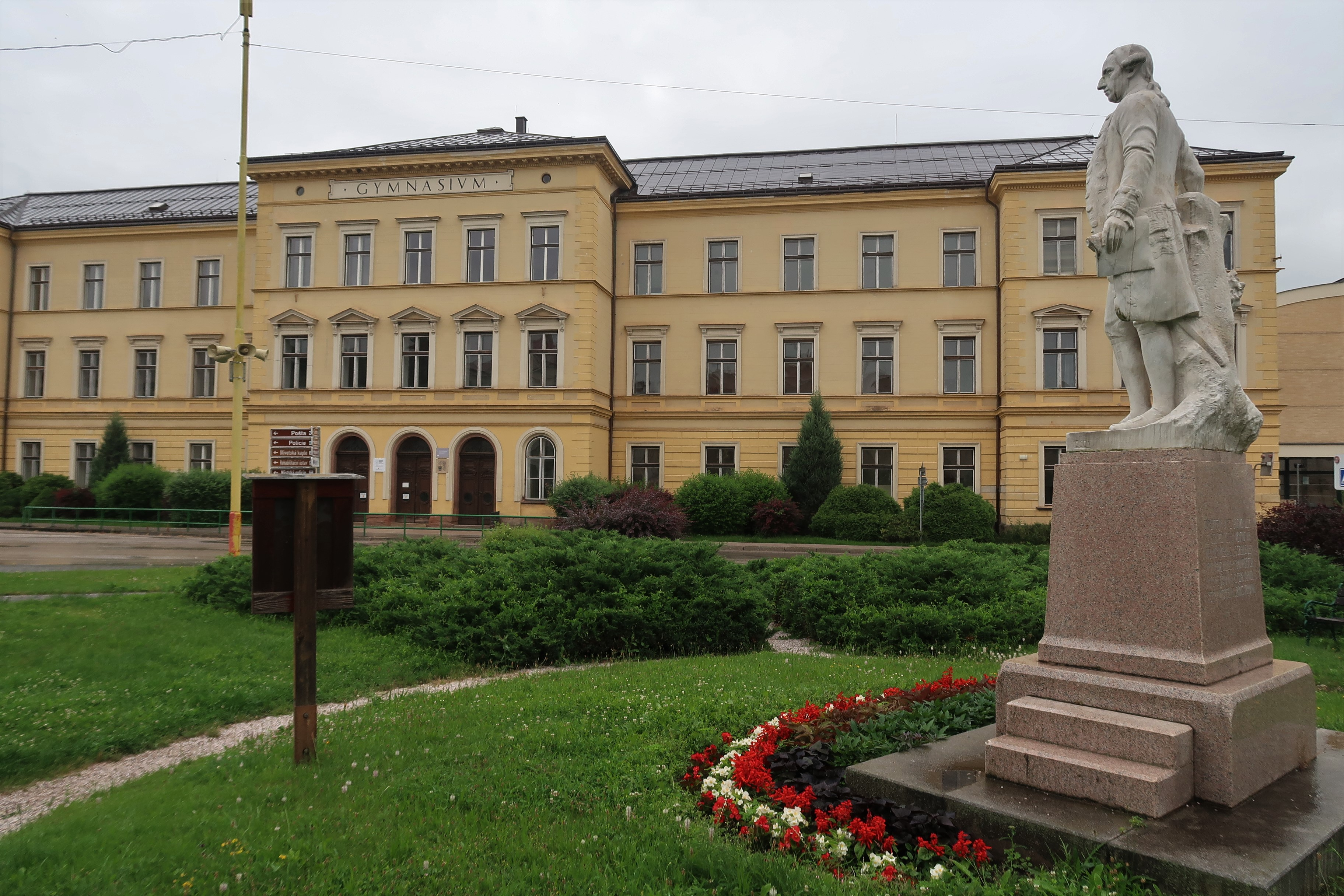
Budova gymnázia se sochou císaře Josefa II.

Gymnázium v Hostinném povolil svým rozhodnutím dne 28. ledna 1872 císař František Josef I. Vzniklo gymnázium s německým vyučovacím jazykem. Město Hostinné se následně zavázalo, že zajistí stavbu nové budovy, obstará zařízení a opatří topivo pro všechny roky existence školy. Nová budova byla otevřena již 7. října 1873. Vyučování však začalo už v září 1872 ve dvou místnostech pronajatých ve františkánském klášteře.